# Georg Ertl (Mediziner)
Georg Ertl (* 12. Juni 1950 in Neuburg am Rhein) ist ein deutscher Internist mit Schwerpunkt Kardiologie und Seniorprofessor am Universitätsklinikum Würzburg. Er ist aktuell als Generalsekretär der Deutschen Gesellschaft für Innere Medizin tätig.

## Leben

### Studium und Beruf
Georg Ertl studierte Humanmedizin in Mainz und Graz und wurde 1975 an der Medizinischen Fakultät der Universität Mainz promoviert. Nach seiner Wehrpflichtzeit als Stabsarzt begann er 1977 als Wissenschaftlicher Assistent am Physiologischen Institut der Universität Düsseldorf und setzte seine wissenschaftliche Tätigkeit an der Harvard University und dem Peter Bent Brigham Hospital in Boston als Postdoktorand mit einem Stipendium der Deutschen Forschungsgemeinschaft fort. Es folgte ab 1981 die Weiterbildung im Fach Innere Medizin und Kardiologie als Assistenzarzt in Würzburg, die er 1986 abschloss. Im selben Jahr habilitierte sich Ertl im Fach Innere Medizin und wurde Oberarzt der Internistischen Intensivstation der Medizinischen Klinik am Universitätsklinikum Würzburg.
Im August 1991 erhielt er den Ruf auf eine C3-Professur in Würzburg, 1995 auf eine C4-Professur der Medizinischen Fakultät Mannheim/Heidelberg und wurde Direktor der Medizinischen Klinik II am Universitätsklinikum Mannheim.
Im Januar 1999 folgte Ertl einem Ruf auf den Lehrstuhl Innere Medizin und wurde Direktor der Medizinischen Klinik I der Universität Würzburg. Von 1999 bis 2005 war er Sprecher des Sonderforschungsbereiches SFB 355 „Pathophysiologie der. Herzinsuffizienz“. Von 2004 bis 2006 war er Dekan der Medizinischen Fakultät der Universität, von 2016 bis 2020 Ärztlicher Direktor des Universitätsklinikums Würzburg.
2010 gründete Ertl das Deutsche Zentrum für Herzinsuffizienz (DZHI) als Interdisziplinäres Forschungs- und Behandlungszentrum des Bundesministeriums für Bildung und Forschung der Universität und des Universitätsklinikums Würzburg, dessen Sprecher er mehrere Jahre war und in dem er heute als Seniorprofessor aktiv ist.
Sein wissenschaftliches Interesse gilt den Mechanismen und der Prävention der Herzschwäche, der Bildgebung und Wundheilung des Herzens und seltenen Herzerkrankungen.
Georg Ertl ist Mitglied der Nationalen Akademie der Wissenschaften Leopoldina (seit 2002). Seit 1995 gehört er dem Wissenschaftlichen Beirat der Deutschen Herzstiftung, seit 2005 dem Wissenschaftlichen Beirat der Bundesärztekammer an.
Als Präsident der Deutschen Gesellschaft für Kardiologie – Herz- und Kreislaufforschung (2011–2013) initiierte Georg Ertl das Projekt „Kardiologie im Nationalsozialismus“ und die Projektgruppen „Ethik in der Kardiologie“ und „Familie in der Kardiologie“.
Ertl ist (Mit-)Autor von mehr als 750 Publikationen. Neben medizinischen Beiträgen hat Georg Ertl mehrere Bücher zu medizinhistorischen Themen mitherausgegeben.

### Auszeichnungen und verliehene Mitgliedschaften
- 2024: Verdienstkreuz am Bande des Verdienstordens der Bundesrepublik Deutschland[14][15]
- 2024: Walter-Siegenthaler-Medaille in Gold der Walter-Siegenthaler-Gesellschaft für Fortschritte in der Inneren Medizin
- 2022: Verdienstmedaille der Julius-Maximilians-Universität Würzburg[16]
- 2021: Ehrenmedaille des Oberbürgermeisters der Stadt Würzburg[17]
- 2021: Aufsichtsrat Universitätsklinikum Freiburg
- 2016: Preis der Fritz-Acker-Stiftung[18]
- 2015: Ehrennadel in Gold der Deutschen Gesellschaft für Kardiologie[19]
- 2002: Mitglied der Nationalen Akademie der Wissenschaften Leopoldina
- 2000: Franz-Loogen-Preis
- 1992: Fellow European Society of Cardiology
- 1988: Council of Basic Science American Heart Association

## Publikationen (Auswahl)
- gemeinsam mit Stefan Franzt: Referenz Kardiologie. Georg Thieme Verlag, Stuttgart 2024, ISBN 978-3-13-240535-6.
- Georg Ertl, Oliver Franz, Ourania Menelaou (Hrsg.): Die Reden der Vorsitzenden der Deutschen Gesellschaft für Innere Medizin 1882–2024. Medizinisch Wissenschaftliche Verlagsgesellschaft, Berlin 2024, ISBN 978-3-95466-883-0.